# Три котёнка-беспризорника
«Три котёнка-беспризорника» (англ. Three Orphan Kittens) — короткометражный мультфильм 1935 года из серии Silly Symphonies студии Walt Disney Productions. В 1936 году мультфильм получил премию «Оскар» за лучший анимационный короткометражный фильм, став четвёртым подряд короткометражным мультфильмом студии, который удостаивался этой награды, начиная с 1932 года. В 1936 году в этом же сериале вышел сиквел под названием «Больше котят».

## Сюжет
Мультфильм рассказывает историю трёх котят, которых в зимний вечер их хозяева выбрасывают из машины в мешке. Выбравшись из него, котята сквозь вьюгу пробираются в дом, возле которого оказались. Оказавшись на кухне, котята начинают играть с кухонной утварью, в результате чего разбивают посуду и портят свежеиспечённый пирог на столе.
Один из котят, погнавшись за пером, запрыгивает на механическое пианино, случайно включает его, и начинается воспроизведение вариации «Kitten On The Keys» композитора Зеза Конфри. Когда пианола заканчивает песню, котят хватает чернокожая домработница и собирается выбросить их за дверь. Но в последний момент её останавливает маленькая девочка, которая оставляет животных себе.

## Производство
Мультфильм был выпущен в рамках сериала Silly Symphonies, в котором выходили не связанные между собой короткометражные ленты компании. В то время у Walt Disney Productions не было опыта в создании полнометражных мультфильмов со сложными в исполнении сценами, поэтому Silly Symphonies стали неким тестовым полигоном, на котором отрабатывались многие приёмы в частности будущего мультфильма «Белоснежка и семь гномов». Из-за такого подхода главной задачей было сосредоточиться на визуальной составляющей без особой проработки сюжета. Главным аниматором «Трёх котят-беспризорников» стал Дэвид Хэнд, срежиссировавший в будущем «Белоснежку» и «Бэмби». Как и все другие мультфильмы серии, снятые после 1932 года, этот цветной, создавался с использованием технологии техниколор.

## Выпуск
Впервые мультфильм увидел свет 26 октября 1935 года в кинотеатрах США. В 1937 году вместе с другими короткометражными мультфильмами-обладателями премии «Оскар» вошёл в сборник Academy Award Review of Walt Disney Cartoons. После этого лента не выпускалась вплоть до 1993 года, когда в числе других была выпущена на видеокассете How the Best Was Won. После этого мультфильм вместе с Father Noah’s Ark и The Practical Pig были записаны на VHS с «Дамбо»; на DVD мультфильм выходил в сборниках Walt Disney Treasures в 2006 году.